# Všesulov
Všesulov (en allemand : Schlösselhof) est une commune du district de Rakovník, dans la région de Bohême-Centrale, en République tchèque. Sa population s'élevait à 133 habitants en 2020.

## Géographie
Všesulov se trouve à 12 km au sud-ouest de Rakovník et à 60 km à l'ouest de Prague.
La commune est limitée par Zavidov au nord, par Krakov au nord-est, par Šípy au sud et par Čistá à l'ouest.

## Histoire
La première mention écrite de la localité date de 1352.

## Transports
Par la route, Všesulov se trouve à 14 km de Rakovník et à 72 km du centre de Prague.